# Derek Stingley Jr.
Derek Stingley Jr. (Baton Rouge, Luisiana, 20 de junio de 2001) un jugador profesional estadounidense de fútbol americano, se desempeña en la posición de cornerback en Houston Texans, en la National Football League (NFL).

## Carrera
Fue seleccionado en la Reunión Anual de Selección de Jugadores de la NFL de 2022. Hizo su debut profesional con el equipo Houston Texans, lleva jugando dos temporadas.